# 程琯
程琯（1459年—？），字德和，直隸徽州府歙縣人，明朝政治人物。

## 生平
弘治二年（1489年）己酉科應天鄉試第三十五名舉人，弘治九年（1496年）丙辰科會試第五名，殿試中式二甲第四十六名進士，初授南京戶部郎中。正德四年，出任泉州府知府。升两浙盐运使。

## 家族
曾祖程仲信，贈按察使僉事；祖父程學初；父程宏，嫡母詹氏；生母洪氏。慈侍下。